# Bahnhof Frankfurt-Ginnheim
Der Bahnhof Frankfurt-Ginnheim ist ein Haltepunkt der S-Bahn Rhein-Main an der Main-Weser-Bahn, in unmittelbarer Nachbarschaft zur U-Bahn-Station Ginnheim/Niddapark, westlich des Frankfurter Stadtteils Ginnheim. Der Haltepunkt wird von der S-Bahn-Linie S6 im Viertelstundentakt bedient.

## Geschichte

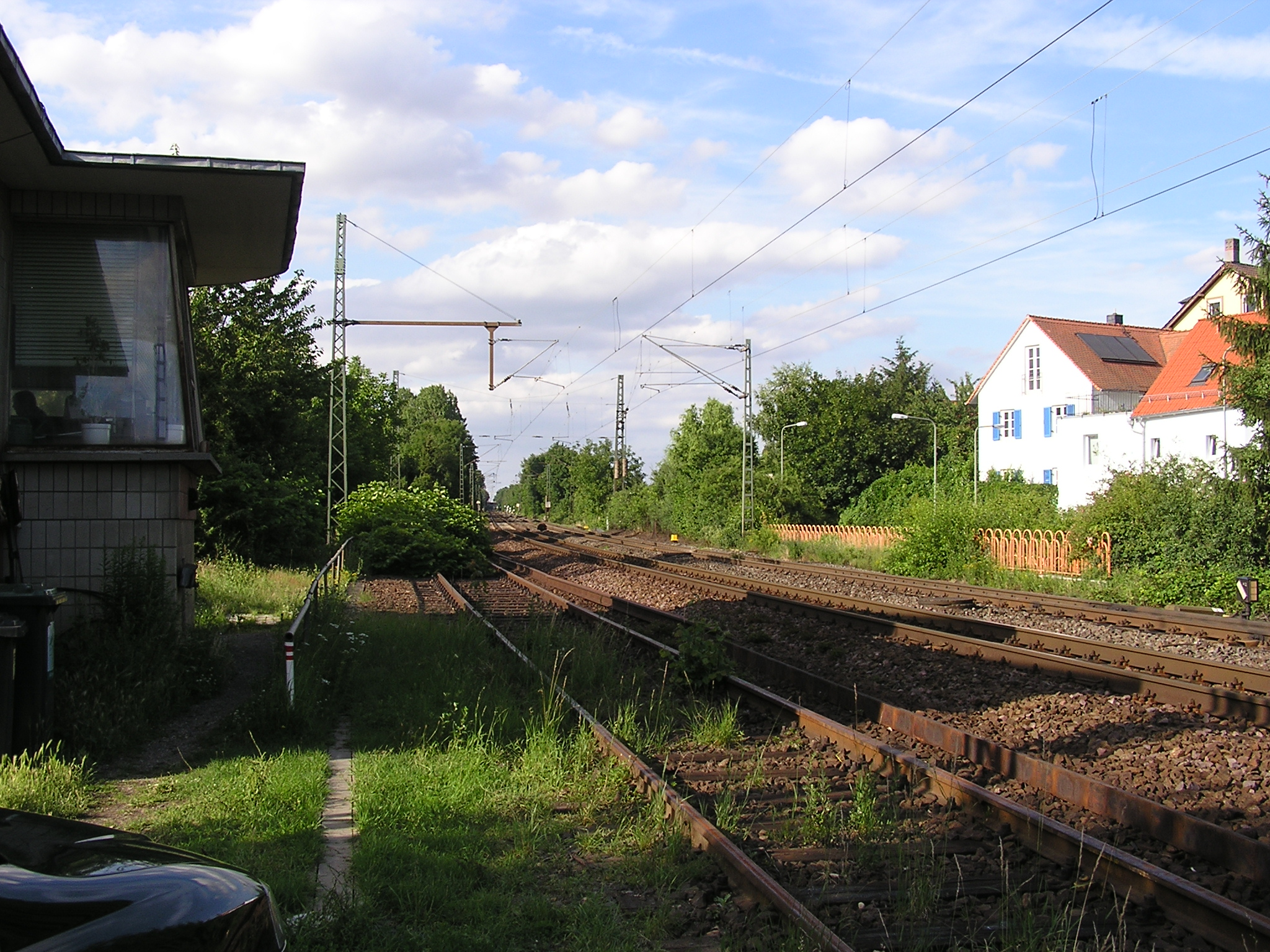
Nördliches Ende des ehemaligen Betriebsbahnhofs mit Stellwerk

An nahezu gleicher Stelle bestand während der Bundesgartenschau 1989 im Niddapark bereits ein provisorischer Haltepunkt, der nach Ende der Veranstaltung wieder aufgegeben wurde.
Außerdem bestand hier bis zum 4. Dezember 2016 ein Betriebsbahnhof namens „Ginnheim“ in Form eines östlich der durchgehenden Hauptgleise angeordneten Überholungsgleises, der dem Streckenkilometer 193,2 zugeordnet war. Zwei westlich gelegene Ausweichgleise waren bei Auflassung der Betriebsstelle noch vorhanden, aber schon länger nicht mehr angeschlossen. Im Zuge der Arbeiten zum viergleisigen Ausbau der Main-Weser-Bahn wurden die Ausweichgleise sowie das Stellwerksgebäude entfernt.

## Neubau
Die U-Bahn-Strecke D kreuzt die Main-Weser-Bahn in diesem Bereich gemeinsam mit der Rosa-Luxemburg-Straße niveaufrei auf einer Brücke. Dort liegt die U-Bahn-Station Niddapark. Im Rahmen der Eröffnung des neuen S-Bahnhalts und Fahrplanumstellung 2024 wurde die U-Bahn-Station Niddapark in Ginnheim/Niddapark umbenannt.
Im Rahmen des Ausbaus der Main-Weser-Bahn wurde der Haltepunkt als Umsteigestation zur U-Bahn errichtet. Nachdem der Planfeststellungsbeschluss vorlag, begann der Bau des neuen S-Bahn-Halts im November 2023. Er wurde zum Fahrplanwechsel am 15. Dezember 2024 in Betrieb genommen.

## Betrieb
| Linie | Verlauf | Takt | Betreiber      |
| ----- | --- | --- | -------------- |
| S6    | (Friedberg (Hess) – Bruchenbrücken – Nieder-Wöllstadt – Okarben –) Groß Karben – Dortelweil – Bad Vilbel – Bad Vilbel Süd – Frankfurt-Berkersheim – Frankfurt-Frankfurter Berg – Frankfurt-Eschersheim – Frankfurt-Ginnheim – Frankfurt (Main) West – Frankfurt am Main Messe – Frankfurt (Main) Galluswarte – Frankfurt (Main) Hbf tief – Frankfurt (Main) Taunusanlage – Frankfurt (Main) Hauptwache – Frankfurt (Main) Konstablerwache – Frankfurt (Main) Ostendstraße – Frankfurt (Main) Lokalbahnhof – Frankfurt (Main) Süd – Frankfurt (Main) Stresemannallee – Frankfurt-Louisa – Neu-Isenburg – Dreieich-Buchschlag – Langen Flugsicherung – Langen (Hess) (– Egelsbach – Erzhausen – Darmstadt-Wixhausen – Darmstadt-Arheilgen – Darmstadt Hbf) | 15 min (Groß Karben–Langen montags–freitags, Bad Vilbel–Langen samstags, Bad Vilbel–Frankfurt Süd sonn-/feiertags) 30 min (Friedberg–Groß Karben montags–freitags, Friedberg–Bad Vilbel samstags, sonn-/feiertags und Langen–Darmstadt werktags, Frankfurt Süd–Darmstadt sonn-/feiertags) | DB Regio Mitte |